# Tapinocèfals
Els tapinocèfals (Tapinocephalia) són un subordre dels teràpsids dinocèfals. A diferència dels anteosaureus, els tapinocèfals van existir principalment a l'Àfrica. Només s'ha trobat una espècie més al nord, concretament a Rússia, que és l'ulemosaure. Alguns dels gèneres coneguts d'aquest grup són Moschops, Tapinocephalus i Titanosuchus.
Els primers integrants d'aquest gènere eren carnívors i omnívors. Aquests eren grans predadors que caçaven altres teràpsids herbívors. Els tapinocèfals més recents eren herbívors. Els tapinocèfals tenien el crani gruixut i ample, que podrien haver utilitzat per impactar altres cossos. Alguns tenien banyes, tot i que no era una característica comuna.